# Championnat de Zambie de football 2023-2024
Navigation
Saison précédente Saison suivante
La saison 2023-2024 du Championnat de Zambie de football est la soixante-troisième édition de la première division en Zambie. Les dix-huit meilleures équipes du pays s'affrontent deux fois, à domicile et à l'extérieur.
La saison commence le 18 août 2023 et se termine le 18 mai 2024, le club de Power Dynamos est le tenant du titre.
A la fin de la saison, Red Arrows termine à la première place et remporte son troisième titre de champion de Zambie.

## Les clubs participants
- Kabwe Warriors FC
- Power Dynamos FC
- Nkwazi FC
- Green Buffaloes FC
- Green Eagles FC
- Nkana FC
- Red Arrows FC
- Zanaco FC
- ZESCO United FC
- Kansanshi Dynamos Football Club
- Forest Rangers FC
- Prison Leopards Kabwe
- FC Muza
- NAPSA Stars
- Mufulira Wanderers - Promu de Division One
- Mutondo Stars FC - Promu de Division One
- Konkola Blades - Promu de Division One
- Trident FC - Promu de Division One

## Compétition
Le barème de points servant à établir le classement se décompose ainsi :
- Victoire : 3 points
- Match nul : 1 point
- Défaite : 0 point

### Classement
| Rang | Équipe                | Pts | J  | G  | N  | P  | Bp | Bc | Diff |
| ---- | --------------------- | --- | -- | -- | -- | -- | -- | -- | ---- |
| 1    | Red Arrows C          | 71  | 34 | 21 | 8  | 5  | 45 | 16 | +29  |
| 2    | ZESCO United          | 59  | 34 | 15 | 14 | 5  | 46 | 30 | +16  |
| 3    | Power Dynamos T       | 56  | 34 | 14 | 14 | 6  | 43 | 24 | +19  |
| 4    | FC Muza               | 53  | 34 | 14 | 11 | 9  | 38 | 30 | +8   |
| 5    | Kabwe Warriors        | 52  | 34 | 14 | 10 | 10 | 33 | 26 | +7   |
| 6    | Nkwazi FC             | 52  | 34 | 14 | 10 | 10 | 33 | 35 | -2   |
| 7    | Mufulira Wanderers P  | 43  | 34 | 11 | 10 | 13 | 32 | 32 | 0    |
| 8    | Zanaco                | 43  | 34 | 9  | 16 | 9  | 27 | 30 | -3   |
| 9    | Nkana FC              | 43  | 34 | 11 | 10 | 13 | 24 | 30 | -6   |
| 10   | Forest Rangers        | 42  | 34 | 9  | 15 | 10 | 33 | 34 | -1   |
| 11   | Green Buffaloes       | 42  | 34 | 10 | 12 | 12 | 31 | 35 | -4   |
| 12   | Green Eagles          | 42  | 34 | 11 | 9  | 14 | 35 | 41 | -6   |
| 13   | Mutondo Stars FC P    | 40  | 34 | 11 | 7  | 16 | 30 | 33 | -3   |
| 14   | NAPSA Stars           | 40  | 34 | 9  | 13 | 12 | 26 | 30 | -4   |
| 15   | Konkola Blades P      | 97  | 34 | 8  | 15 | 11 | 23 | 31 | -8   |
| 16   | Prison Leopards Kabwe | 35  | 34 | 8  | 11 | 15 | 26 | 37 | -11  |
| 17   | Kansanshi Dynamos FC  | 35  | 34 | 8  | 11 | 15 | 23 | 36 | -13  |
| 18   | Trident FC P          | 26  | 34 | 4  | 14 | 16 | 26 | 44 | -18  |

|  | Qualification pour la Ligue des champions de la CAF 2024-2025                     |
|  | Qualification pour la Coupe de la confédération 2024-2025                         |
|  | Relégation directe en Division One                                                |
|  | T : Tenant du titre C : Vainqueur de la Coupe de Zambie P : Promu de Division One |

## Bilan de la saison
| Championnat de Zambie de football 2023-2024 |                       |
| Champion                                    | Red Arrows (3e titre) |
| Coupes et trophées                          |                       |
| Vainqueur de la Coupe de Zambie 2023-2024   | Red Arrows            |
| Qualifications continentales                |                       |
| Ligue des champions de la CAF 2024-2025     | Red Arrows            |
| Coupe de la confédération 2024-2025         | ZESCO United          |
| Promotions et relégations                   |                       |
| Promus en Championnat de Zambie de football | Atletico Lusaka       |
| Promus en Championnat de Zambie de football | Nchanga Rangers       |
| Promus en Championnat de Zambie de football | Lumwana Radiants      |
| Promus en Championnat de Zambie de football | Indeni Ndola          |
| Relégués en Division One                    | Trident               |
| Relégués en Division One                    | Konkola Blades        |
| Relégués en Division One                    | Kansanshi Dynamos FC  |
| Relégués en Division One                    | Prison Leopards Kabwe |